# 近衛位子
近衞 位子（このえ いし、弘長2年（1262年） - 永仁4年正月22日（1296年2月26日））は、鎌倉時代後期の女性。亀山上皇の女御。女院。院号は新陽明門院。関白・近衛基平の娘。

## 生涯
文永11年（1274年）6月28日に亀山上皇の後宮に入る。その後文永12年（1275年）2月22日に女御となり従三位、准三宮となる。同年3月28日に院号を定め、新陽明門院と為す。建治2年（1276年）に懐妊し、著帯や安産祈願が為され、11月17日に啓仁親王を出産。さらに弘安2年（1279年）に継仁親王を産むがどちらも夭折した。
正応3年（1290年）に落飾。永仁4年（1296年）正月22日に35歳で薨去した。